# Любовь спасёт мир (песня)
«Любовь спасёт мир» — песня, написанная Константином Меладзе под псевдонимом «Алексей Фицич». Была выпущена как четвёртый сингл украинской певицы Веры Брежневой из её дебютного одноимённого альбома. В интернете активно обсуждается тема авторства песни, и многие считают, что Фицич — псевдоним Меладзе. Основанием для этого можно считать благодарность певицы композитору на вручении премии Муз-ТВ.

## Критика
На сайте проекта «МирМэджи» песню назвали «простенькой и незамысловатой». Как пишут в издании, песня получилась «очень летней и вышла-то она как раз к жаркому сезону». Алексей Мажаев из InterMedia.ru отметил, что «попытка ради соблюдения размера выкинуть из слова „ориентир“ лишний слог» оказалась неудачной. По его словам, это может быть либо небрежностью, либо сознательно сделанной фишкой, но в любом случае это «режет ухо» при прослушивании. На сайте «Newsmusic.ru» написали, что «заглавный трек авторства Алексея Фицича пришёлся ко двору в разгар буйства красок природы, и стал эталоном летнего хита». Певица Слава и Байгали Серкебаев, лидер группы «А`студио», назвали композицию в числе наиболее ярких песен 2010 года. В редакционном списке «100 лучших песен 2010 года», портала Muz.ru, композиция была помещена на 99 место.

## Коммерческий успех сингла
Сингл стал одним из самых успешных в России в 2010 году. Песня заняла первую строчку в российском радиочарте, продержавшись на первом месте 9 недель. Также композиция возглавила первое место в радиочартах Москвы и Санкт-Петербурга, а также продержалась 18 недель на первом месте киевского радиочарта. В целом, песня прозвучала более 500 тысяч раз в эфире российских радиостанций.
Композиция дебютировала в российском чарте цифровых синглов на 11 позиции. В следующую неделю сингл поднялся до 8 строчки. Сингл возглавил чарт 17 сентября 2010 года. Также, по информации компании «ИММО», песня стала самой продаваемой в формате mp3, через мобильные сервисы. За первые три квартала 2010 года композиция заняла лидирующее место, обогнав по продажам песни Леди Гаги «Alejandro» и МакSим «На радиоволнах» (2 и 3 место, соответственно). Песня заняла первое место в российском рейтинге продаж полных mp3-треков за 2010 год.

## Видеоклип
Четвёртый сольный клип Веры Брежневой. Видеоклип на песню «Любовь спасёт мир» снимался в апреле 2010 года в Таиланде.
Премьера видео состоялась 19 мая 2010 года на телеканале RU.TV. Интересно, что ровно 2 года назад (19 мая 2008 года) была выпущена первая сольная песня Веры Брежневой — «Я не играю».
По информации российского издания журнала Billboard, клип стал третьим самым ротируемым в России в 2010 году.

## Список композиций
- Цифровой сингл[13]

| №  | Название            | Автор(ы)      | Длительность |
| -- | ------------------- | ------------- | ------------ |
| 1. | «Любовь спасёт мир» | Алексей Фицич | 3:30         |

- Радиосингл[14]

| №  | Название                    | Автор(ы)      | Длительность |
| -- | --------------------------- | ------------- | ------------ |
| 1. | «Любовь спасёт мир»         | Алексей Фицич | 3:12         |
| 2. | «Любовь спасёт мир» (Remix) | Алексей Фицич | 3:54         |

## Чарты
| Чарт                     | Высшая Позиция |
| ------------------------ | -------------- |
| Российский Радиочарт     | 1              |
| Московский Радиочарт     | 1              |
| Питерский Радиочарт      | 1              |
| Киевский Радиочарт       | 1              |
| Российский Цифровой Чарт | 1              |